# ARA Libertad
Le Libertad (ou ARA Libertad, Q-2) est un trois-mâts carré argentin à coque acier, qui sert de navire-école à la marine argentine. Depuis 1960, il remplace le ARA Presidente Sarmiento. Avec ces 103 m de long, il est l'un des plus grands voiliers du monde.

## Caractéristiques
Le Libertad mesure plus de 103,7 m de long, pour une largeur de 14,31 m et un tirant-d'eau de 6,6 m, il est l'un des plus grands voiliers du monde.
Ces 27 voiles et 5 focs représentent une surface de voiles de 2 643 m3 portées par les trois mâts mesurant 43 à 49 m : 49,8 m (grand-mât), 48,66 m (mât de misaine), 43,17 m (mât d'artimon). L’importante voilure, la coque métallique et le design effilé, permet au ARA Libertad d’atteindre la vitesse de 13.8 nœuds sous voiles, avec un record enregistré à 18.5 nœuds en 1966.
Au moteur (2 moteurs diesels Sulzer de 1200 chevaux chacun), la vitesse du navire est de 12 nœuds, avec une vitesse maximale au moteur de 13.5  nœuds.
Le navire possède quatre canons de 47 mm (modèle 1891), transférés de l'ancien navire-école : la frégate ARA Presidente Sarmiento, qui sont utilisés comme batterie de salut.

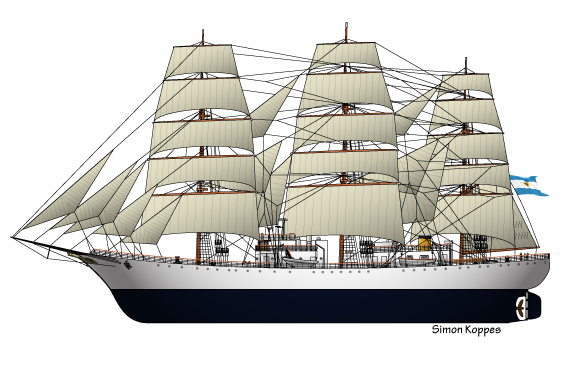
Profil du ARA Libertad

## Historique

### Lancement
Pour remplacer le ARA Presidente Sarmiento, le Libertard est construit aux docks nationaux argentin : A.F.N.E. Astilleros Navales à Rio Santiago (Argentine). Bien que sa quille soit posée en 1953, il n'est lancé que le 30 mai 1956 et mis en service le 28 mai 1960. Son voyage inaugural de six mois n'a lieu que trois ans plus tard. Il le conduit à San Juan (Bernudes), Lisbonne, Le Havre, Hambourg, Londres, Cadix et Dakar. Durant son arrêt à Hambourg, 30 000 personnes le visiteront.

### Années 60-70
La frégate détient le record mondial de vitesse de la traversée transatlantique Nord à la voile entre le Canada et l'Irlande (île de Dursey) avec 6 jours 4 heures, en 1966.
Il a aussi gagné le Boston Teapot Trophy en 1966, 1976, 1981, 1987, 1992 et 1998.
Il a participé aux célébrations du bicentenaire des États-Unis du 4 juillet 1976 avec beaucoup d'autres grands gréements sur le fleuve Hudson à New York. En 1976, lors de "l'US Biecntennial Tall Ship Race" à New York, le Libertad entre en collision avec le navire espagnol Sebastian de Elcano.

### Déboire juridique
Au cours d'une visite officielle, le 2 octobre 2012, le voilier-école, a fait l'objet d'une saisie conservatoire. Il est retenu au port de Tema au Ghana à la suite d'une demande de NML Capital Limited, un fonds d'investissement basé aux îles Caïmans. Celui-ci exige le paiement de plus de 283 millions d'euros par l'Argentine pour des reliquats sa dette,. Fin octobre, quelque 280 marins sont évacués en avion et depuis 45 autres dont le capitaine et son second sont restés à bord. Fin novembre, l’Argentine a saisi le Tribunal international du droit de la mer (TIDM) et plaidé de l'immunité au titre de l'article 32 de la Convention des Nations unies sur le droit de la mer (CNUDM) de 1982. Le 15 décembre 2012, le TIDM exige des autorités ghanéennes la libération immédiate de la frégate. Celle-ci quitte les eaux territoriales du Ghana le 20 décembre 2012 avec 142 marins, en direction de Mar del Plata sans escale prévue.

### Visites en France
Jusqu'en 2000, le trois-mâts argentin vient régulièrement rendre visite au port de Boulogne-sur-Mer où le général San Martin, libérateur de l'Argentine, a passé ses dernières années. Ce voilier est venu également en France pour :
- 1989 : Voiles de la liberté
- 1999 : Armada du siècle
- 2003 : Armada Rouen
- 2016 : Brest
- 2017 : Boulogne-sur-Mer
- 2022 : Saint-Malo

## Galerie d'images
|  |  |
|  |  |
|  |  |
|  |  |